# (32904) 1994 PU24
1994 PU24 (asteroide 32904) é um asteroide da cintura principal. Possui uma excentricidade de 0.21641310 e uma inclinação de 2.78786º.
Este asteroide foi descoberto no dia 12 de agosto de 1994 por Eric Walter Elst em La Silla.